# Pahto Mons
Il Pahto Mons è una struttura geologica della superficie di Venere.